# Gostomski (herb szlachecki)
Gostomski I – kaszubski herb szlachecki, według Przemysława Pragerta, odmiana herbu Nałęcz.

## Opis herbu
W polu czerwonym krokiew srebrna, pod którą takaż nałęczka, nad nią dwie takież podkowy w pas.
Klejnot: Między rogami jelenimi panna z rozczesanymi włosami, w szacie czerwonej, trzymająca się rogów.

## Najwcześniejsze wzmianki
Używany przez jedną z kaszubskich gałęzi Gostomskich.

## Rodzina Gostomskich
Liczna szlachta pochodząca z Gostomia w powiecie tczewskim. Kaszubskich Gostomskich uznaje się za linię Gostomskich z Mazowsza. Pierwsza wzmianka o kaszubskich Gostomskich pochodzi z 1556 (Jakusz z Gostomia), kolejne z 1571 (Adamus Gostomski, Thomas Gostomski), 1682 (Wojciech, Stanisław, Marcin Gostomscy), 1696 (Wojciech Gostomski).

## Herbowni
Gostomski bez przydomków lub z nieznanymi przydomkami. Mazowieccy Gostomscy oraz kaszubscy Gostomscy z przydomkiem Babka, używali herbu Nałęcz.
Gostomscy innych przydomków używali kilku innych herbów. Gawin-Gostomscy używali herbu Kuszaba, Jakusz-Gostomscy herbu Gostomski II zaś Kostka-Gostomscy herbu Gostomski III.